# Bom Progresso
Bom Progresso é um município brasileiro do estado do Rio Grande do Sul

## Geografia
Localiza-se a uma latitude 27º32'37" sul e a uma longitude 53º51'57" oeste, estando a uma altitude de 480 metros.
Possui uma área de 82,8,8 km² e sua população estimada em 2011 era de 2 289 habitantes.